# Petrovac (Montenegro)
Petrovac (en montenegrino: Петровац) es una pequeña localidad costera de Montenegro, está situada dentro del Municipio de Budva en la parte sur del país. El censo realizado en el año 2003 reveló que posee una población de 1.485 habitantes.
Está situado entre las ciudades de Budva y Bar. Tiene una playa arenosa de 600 metros de largo, y es un popular destino turístico. La localidad es además sede del OFK Petrovac, club de fútbol de la Primera División de Montenegro y que en la pasada temporada disputó la UEFA Europa League.

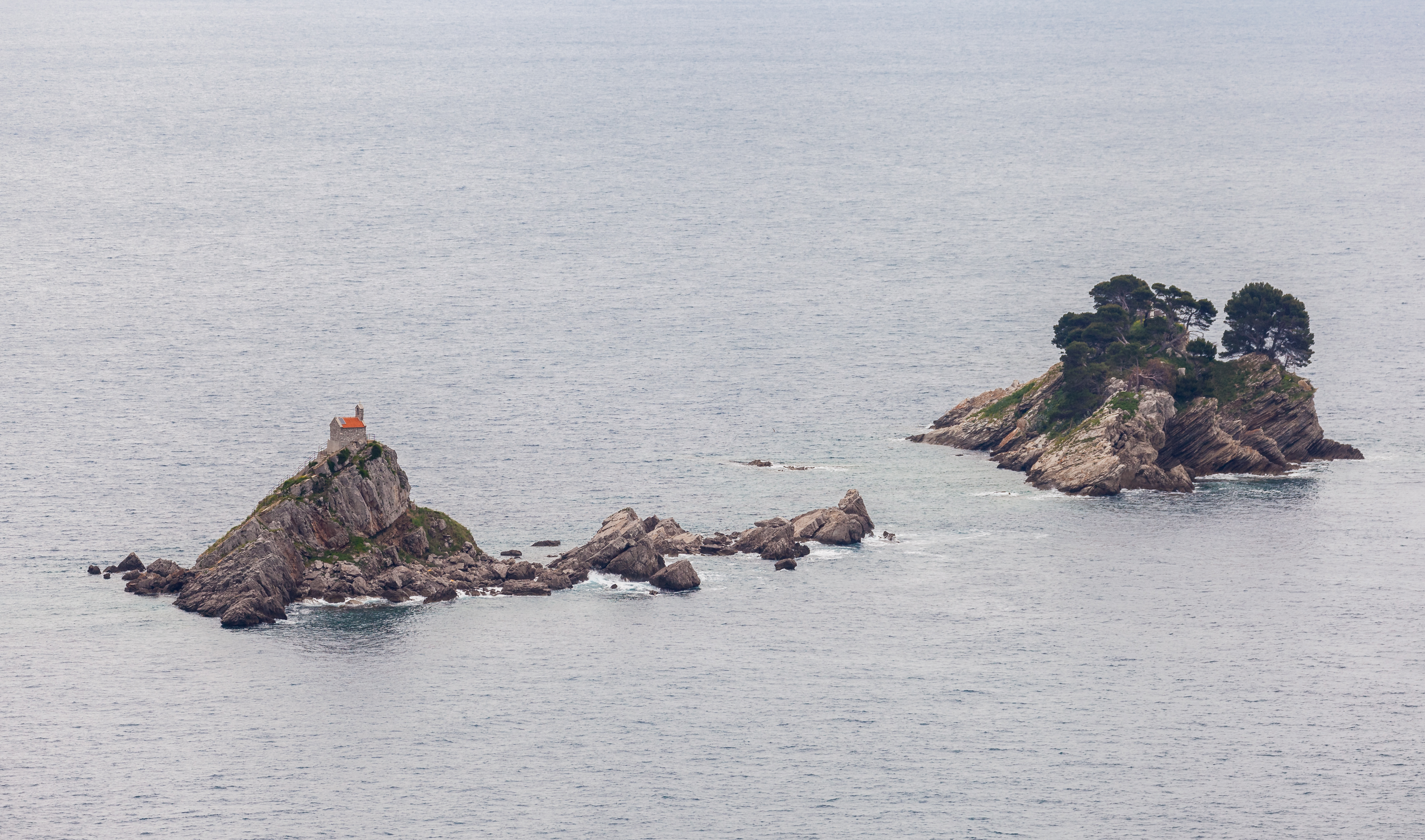
Iglesia de Santa Nedelya, Petrovac.